# Боровиков, Андрей Евстигнеевич
Андрей Евстигнеевич Боровиков (7 [20] сентября 1912, д. Жильково, Смоленская губерния — 6 августа 1938 год, окрестности оз. Хасан) — советский военный лётчик, Герой Советского Союза, участник боёв на озере Хасан.

## Довоенная биография
Андрей Евстигнеевич Боровиков родился 7 (20) сентября 1912 года в деревне Жильково Ельнинского уезда в крестьянской семье. В 1929 году его семья одной из первых вступила в колхоз «Красные нивы».
Андрей Боровиков с детства мечтал быть лётчиком. В 1932 году его призвали в РККА. Он поступил в Третью военную школу лётчиков и лётчиков-наблюдателей. Окончил её в 1936 году и стал лётчиком-наблюдателем бомбардировочной авиации. Службу начал лётчиком Черниговского гарнизона. Затем был переведён на Дальний Восток в 29-ю лёгко-бомбардировочную эскадрилью им. В. И. Ленина (29-я ЛБАЭ им. В. И. Ленина). В конце 1936 года эскадрилья получает новую матчасть — скоростной бомбардировщик СБ. В январе 1937 года 29 ЛБАЭ им. В. И. Ленина переходит на новые штаты и переименована в 59-ю скоростную бомбардировочную эскадрилью им. В. И. Ленина с дислокацией на аэродроме Хвалынка г. Спасск-Дальний.
В соответствии с приказом Командующего ОКДВА Василия Блюхера № 0084 от 28 июня 1938 года был сформирован 36-й скоростной бомбардировочный авиаполк в составе пяти эскадрилий с дислокацией штаба авиаполка, 1, 2 и 3 эскадрилий на аэродроме Красный Кут, 4 и 5 эскадрилий — Хвалынка. Полк вошёл в состав 25 скоростной бомбардировочной авиабригады 1-й Приморской армии. Основой формирования полка стали 59 скоростная бомбардировочная эскадрилья (59-я СБАЭ) им. В. И. Ленина и частично 58 скоростная бомбардировочная эскадрилья (58-я СБАЭ).

## Участие вХасанских боях

### Подвиг
1 августа 1938 года 1 САЭ в составе 12 самолётов СБ произвела боевой налёт на высоту западнее озера Хасан — целями являлись сопки Заозёрная, Безымянная и Богомольная, а также артиллерийские батареи на японской стороне границы в районах Монтокусан, Йенчен, Нансон и Саосандо. Было сброшено 2040 авиационных осколочных 2,5 кг бомб и 4 бомбы ФАБ-50 по пехоте противника. Во время бомбометания зенитной артиллерией противника был сбит СБ старшего лейтенанта Гавриша, в экипаже которого служил Андрей Боровиков. Самолёт загорелся и упал на территорию противника. Пилот Гавриш и стрелок-радист Брусников сгорели в самолёте, лейтенант Боровиков выпрыгнул на парашюте и приземлился на вражеской территории. Пробираясь к своим, старший лейтенант Боровиков был обнаружен противником. Японцы пытались взять его в плен, но он, не желая сдаться живым, последней пулей застрелил себя.
Указом Президиума Верховного Совета СССР от 25 октября 1938 года за героизм и мужество, проявленные в боях с японскими милитаристами, лётнабу старшему лейтенанту Андрею Евстигнеевичу Боровикову посмертно присвоено звание Героя Советского Союза с вручением медали «Золотая Звезда» и Ордена Ленина.

### Неофициальная версия событий
По некоторым данным, возможной причиной гибели самолёта Гавриша-Боровикова-Брусникина могли стать осколки бомб со «своих» самолётов. Использовавшиеся для бомбометания кассеты (так называемые «вёдра Онисько» — цилиндрические кассеты с открывающимся дном) были крайне ненадёжны. По словам комбрига Павла Рычагова: «…гранаты не всегда надежно выпадают из корзинки…<…> …я боялся привезти гранату на хвосте самолёта обратно на аэродром…».
Так, на самолёте командира звена Тараканова насчитали свыше 70 пробоин. Всего от осколков пострадало 5 из 12 бомбардировщиков. Командование ВВС ДВФ организовало расследование. Было высказано предположение, что всему виной дефектные взрыватели, сработавшие преждевременно (сразу после отделения от самолёта). Взрыватели изъяли со складов.

## Память
В селе Черниговка Приморского района к 50-летию событий на озере Хасан 1 августа 1988 года по заказу командования в/ч 21240 был установлен бюст героя. Имя Боровикова носит улица в Черниговке.

## Награды
- Медаль «Золотая Звезда»
- Орден Ленина